# Socotraspreeuw
De socotraspreeuw (Onychognathus frater) is een vogelsoort uit de familie Sturnidae.

## Kenmerken
De vogel is donkerblauw/zwart van kleur.

## Verspreiding en leefgebied
Deze soort komt voor op het eiland Socotra in de Arabische Zee.